# Piedimonte Etneo
Piedimonte Etneo – miejscowość i gmina we Włoszech, w regionie Sycylia, w prowincji Katania.
Według danych na rok 2004 gminę zamieszkiwało 3671 osób, 141,2 os./km².